# Bigo Bya Mugenyi
Koordinaten: 0° 9′ 35″ N, 31° 15′ 14″ O
Bigo Bya Mugenyi (auch kurz als Bigo oder Biggo bezeichnet) ist eine Ausgrabungsstätte einer Siedlung der späten Eisenzeit in Uganda. Sie liegt am Fluss Katonga nordwestlich von Kisabwa im Distrikt Sembabule an der Grenze zum Distrikt Mubende.
Der Ort war etwa vom 10. bis zum 16. Jahrhundert mit einer Blütezeit ab dem 14. Jahrhundert bewohnt und war der Hauptort des Reiches von Kitara unter den Bachwezi. Er umfasste eine Fläche von etwa vier Quadratkilometern, die von einem etwa vier Meter tiefen und insgesamt 10,5 km langen Graben umgeben war, der in den Felsboden gegraben wurde. Es bestanden wahrscheinlich Verbindungen zum 16 km südwestlich gelegenen Ort Ntusi, der heute ebenfalls eine wichtige Ausgrabungsstätte ist.
Bigo Bya Mugenyi ist seit 1997 für die Nominierung als Weltkulturerbe in der Tentativliste eingetragen.